# In einer Person
In einer Person (2012 Originaltitel: In One Person, dt. Übersetzung Hans M. Herzog und Astrid Arz; 2012) ist der 13. Roman von John Irving. Hauptthemen des Werkes sind einerseits nicht festgelegte Geschlechteridentitäten, anderseits unterschiedliche Spielarten von Heterosexualität, Homosexualität und Bisexualität sowie Toleranz und Respekt diesen Phänomenen gegenüber.

Der Titel stammt aus Shakespeares Richard III., in dem der eingekerkerte Titelheld sagt:
Thus play I in one person many people,

And none contented.

## Handlung
Bill Abbott wächst nach dem 2. Weltkrieg in einer Kleinstadt in Vermont auf. Zu seinem Umfeld gehören ein verschwundener homosexueller Vater, sein Großvater, der am lokalen Laientheater nur Frauenrollen spielt, ein Stiefvater, den er anschwärmt. Miss Frost, die hühnenhafte Bibliothekarin ist ebenfalls sein Schwarm, so wie der attraktive Ringer Jacques Kittredge und die Aussprachetrainerin der Schule, die auch die Mutter seiner Freundin Elaine ist. Zahlreiche Figuren aus der Jugend bleiben für das weitere Leben Bills prägend.
Er weiß bereits als Junge, dass er Schriftsteller werden möchte. Nach seinem Coming-out geht Bill nach Europa, zieht nach New York, lebt kurz in Los Angeles, besucht wieder Europa, findet wieder nach New York und Vermont zurück. Die große Zäsur seiner Biographie ist die AIDS-Epidemie, die in dem Roman die homosexuellen Männer in den 80er und 90er Jahren aus heiterem Himmel trifft und viele das Leben kostet.

## Rezeption
„In einer Person“ wurde 2012 auch aufgrund seiner teilweise drastischen Schilderungen von Sexualität und Krankheit als Pageturner bewertet. Die Rezensionen beschäftigen sich mit dem typischen Irving-Setting von Familie, skurrilen Figuren, Bären, dem Sport Ringen, der Wahnsinnsarie der Lucia und einem Aufenthalt in Wien.
Die New York Review of Books bescheinigt dem Roman „brutalen Humanismus“ und dem Protagonisten Narzissmus.